# Chutná těla
Chutná těla (anglicky: Warm Bodies) je americká novela Isaaca Mariona založena na motivy Romea a Julie kombinující elementy zombie hororu. Deník Seattle Post-Intelligencer nazval toto dílo „zombie romancí“. Marion původně tuto knihu sám publikoval, nicméně v roce 2010 prodal práva ke knize nakladatelství Simon & Schuster.

## Děj
Příběh je zasažen do postapokalyptického prostředí. R je jeden z mnoha zombíků, kteří se plouží okolo velkoměstského letiště. Sám bydlí v odstavené sedmčtyřisedmičce, sbírá staré vinyly, ale kdo byl a kdy se stal Mrtvým, tak o tom nemá ani páru. Občas má lehké závany vzpomínek, chodí s kamarádem M na lov, ale jinak je jeho existence cestou odnikud nikam, občas vyplněná proudem vzpomínek ze snědených mozků nějakého toho nebožáka. Při jednom takovém výletu za potravou sežere mozek zamilovaného mladíka, jehož dívka je v napadeném týmu a s R se začínají dít zajímavé věci…

## Filmová adaptace
Režisér a scenárista Jonathan Levine natočil stejnojmennou adaptaci, ve které účinkují herci a herečky jako Nicholas Hoult (R), Teresa Palmer (Julie Grigio), Rob Corddry (M) a John Malkovich (generál Grigio).
Na produkci a výrobě se podílel Summit Entertainment.
Natáčení započalo v Montrealu v září 2011 a premiéra se konala 1. února 2013.

### Obsazení
|  | Rob Corddry jako „M“               |
|  | Lio Tipton jako Nora               |
|  | Teresa Palmer jako Julie           |
|  | Nicholas Hoult jako „R“            |
|  | John Malkovich jako generál Grigio |